# Lille Lyngby
Lille Lyngby er en landsby ved Arresø i Hillerød Kommune i Nordsjælland. Kirken ligger midt i sognet, der  hører til Strø Herred og Region Hovedstaden (og før 1970 til Frederiksborg Amt). 
I Lille Lyngby lå en hovedgård tilhørende slægten Dresselberg, af hvilken slægt Henrik Jensen 1486 skrev sig af Lyngbylille. Sønnen Anders Henriksen af Lyngby 1517 dennes søn Niels Andersen skrev sig 1559 til Lyngbygaard, men måtte året efter afstå gården til Kronen. Niels Pedersen, væbner af Liungbymagle 
(Store Lyngby) nævnes 1399.
|  | Denne artikel om lokaliteten Lille Lyngby kan blive bedre, hvis der indsættes et (bedre) billede. Du kan hjælpe ved at afsøge Wikimedia Commons for et passende billede eller lægge et op på Wikimedia Commons med en af de tilladte licenser og indsætte det i artiklen. |

55°57′4″N 12°8′22″Ø / 55.95111°N 12.13944°Ø